# 風 〜スタートライン〜/月明かりセレナード
「風 〜スタートライン〜/月明かりセレナード」は、CooRieの8作目のシングル。2005年12月21日にLantisから発売された。

## 概要
前作「暁に咲く詩」から4ヶ月ぶりのリリースとなる2005年3作目、自身初の両A面となるシングル。「風 〜スタートライン〜」はPCゲーム『状況開始っ!』オープニングテーマ、「月明かりセレナード」は同ゲームのエンディングテーマとして使用された。
CDジャケットには、長船真織、月山香耶、千手院奈津姫、長曽祢鈴莉が描かれている。

## 収録曲
（全作詞・作曲：rino）
1. 風 〜スタートライン〜 [4:07]
編曲：菊地創
  - PCゲーム『状況開始っ!』オープニングテーマ
2. 月明かりセレナード [4:51]
編曲：大久保薫
  - PCゲーム『状況開始っ!』エンディングテーマ
3. 風 〜スタートライン〜（off vocal）
4. 月明かりセレナード（off vocal）